# MoRT
MoRT — пятый студийный альбом французской блэк-метал-группы Blut Aus Nord, выпущенный 23 октября 2006 года на лейбле Candlelight Records.

## Отзывы критиков
Альбом получил смешанные отзывы от музыкальных критиков. Многие из них отмечали, что альбом не имеет почти ничего общего с блэк-металом. Рецензент AllMusic Алекс Хендерсон назвал альбом «захватывающим» и «запоминающимся». Катарина Пфайфле из Rock Hard наоборот, написала, что группа создаёт звуковой коллаж, в котором на протяжении 47 минут стучит по своим инструментам, издавая «совершенно бессмысленные странные звуки и шумы и постоянно повторяясь».

## Список композиций
| №                   | Название            | Длительность |
| ------------------- | ------------------- | ------------ |
| 1.                  | «Chapter I»         | 6:04         |
| 2.                  | «Chapter II»        | 4:44         |
| 3.                  | «Chapter III»       | 5:08         |
| 4.                  | «Chapter IV»        | 5:41         |
| 5.                  | «Chapter V»         | 6:35         |
| 6.                  | «Chapter VI»        | 5:01         |
| 7.                  | «Chapter VII»       | 6:38         |
| 8.                  | «Chapter VIII»      | 7:19         |
| Общая длительность: | Общая длительность: | 47:10        |

## Участники записи
- Vindsval — вокал, гитара
- GhÖst — бас-гитара
- W.D. Feld — клавишные, ударные, перкуссия